# Brass (film 1923)
Brass è un film muto del 1923 diretto da Sidney Franklin. La sceneggiatura di Julien Josephson si basa su Brass: A Novel of Marriage, romanzo di Charles Gilman Norris pubblicato a New York nel 1921.

## Trama

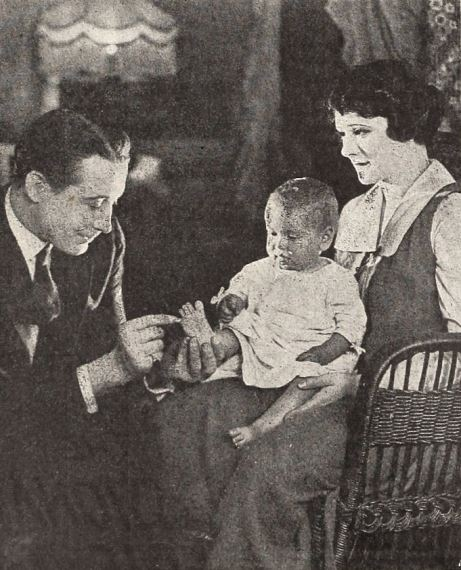
Irene Rich nel ruolo dalla signora G.

Philip Baldwin, che lavora come sovrintendente nell'azienda agricola del padre, si innamora di Marjorie, una giovane che è venuta in vacanza per la raccolta della frutta. I due si sposano ma le loro differenze caratteriali li allontanano e subito dopo la nascita di un figlio, il matrimonio si sfascia. Philip affida il piccolo alla signora Grotenberg, della quale presto si innamora anche se sua sorella cerca di indirizzare i suoi interessi verso Leila Vale. Philip e la signora G. stanno per sposarsi quando riappare Marjorie, il cui secondo matrimonio è fallito. La signora Grotenberg se ne va, con Philip e il figlio che restano speranzosi in attesa del suo ritorno.

## Produzione
La lavorazione del film, prodotto dalla Warner Bros., iniziò nell'autunno 1922.

## Distribuzione
Il copyright del film, richiesto dalla Warner Bros., fu registrato il 28 marzo 1923 con il numero LP18817.

Distribuito dalla Warner Bros., il film uscì nelle sale statunitensi il 4 marzo 1923. In Danimarca, uscì il 3 gennaio 1924 con il titolo Giftes og skilles; in Francia, fu distribuito dalla Gaumont il 9 maggio 1924 come La Première Femme; in Finlandia, uscì l'11 dicembre 1924.
Copie incomplete della pellicola si trovano conservate negli archivi del George Eastman House di Rochester, della Library of Congress di Washington, dell'UCLA Film And Television Archive di Los Angeles.